# Richard R. Arnold
Richard Robert "Ricky" Arnold II, född 26 november 1963 i Cheverly, Maryland, är en amerikansk astronaut uttagen i astronautgrupp 19 den 6 maj 2004

## Rymdfärder
- Discovery - STS-119
- Sojuz MS-08
- Expedition 55/56